# Intel 80376

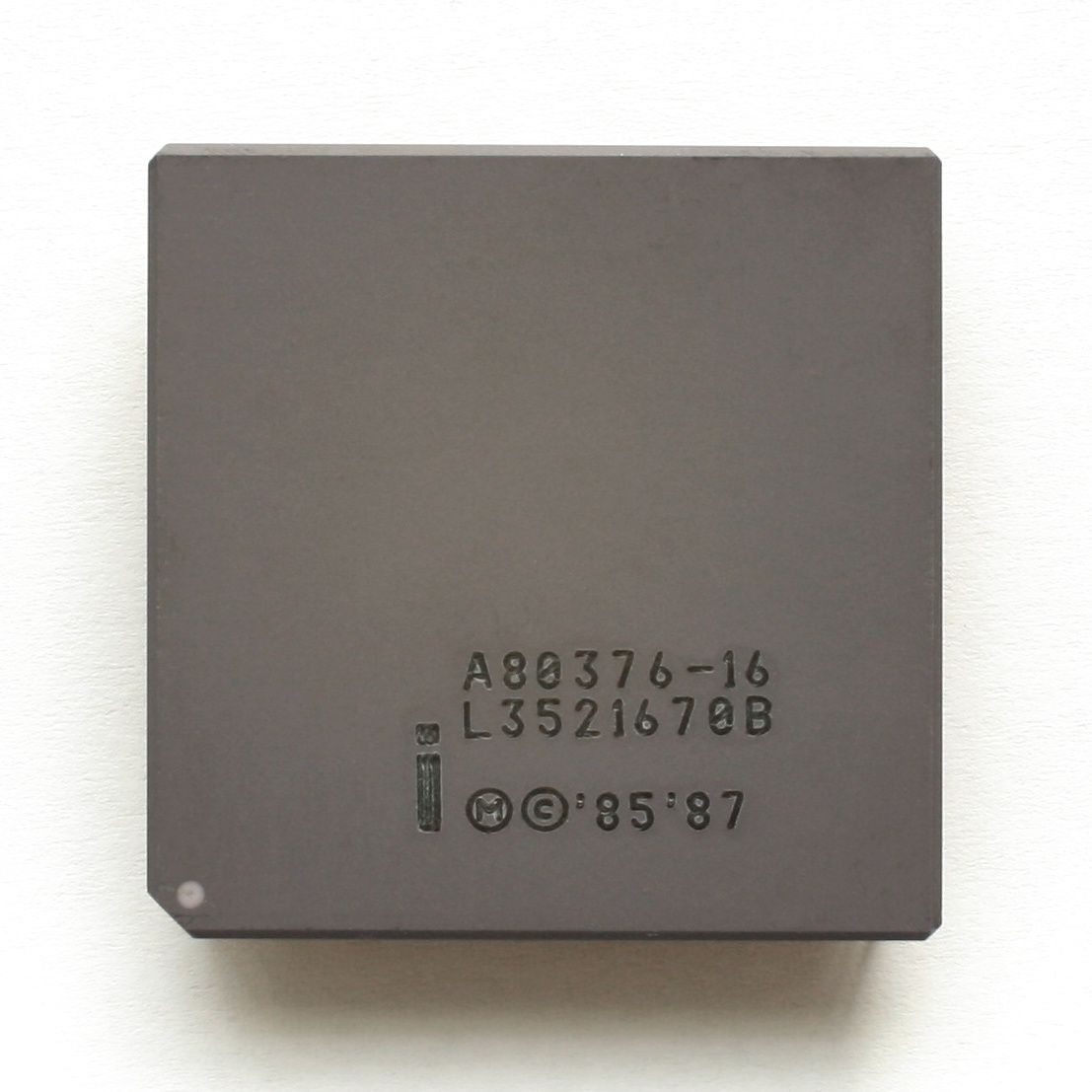
L'Intel i376.

Le processeur Intel 80376, présenté le 16 janvier 1989, a été une variante de Intel 80386  destinés aux systèmes embarqués. Il se distingue par rapport au 80386 en ne soutenant pas en mode réel (le processeur démarre directement en mode protégé) et n'ayant pas de support pour la pagination dans l'unité de gestion mémoire. Le 376 a été disponible en 16 ou 20 MHz.
Il a été remplacé par le 80386EX qui a eu beaucoup plus de succès à partir de 1994, et a finalement été abandonné le 15 juin 2001.